# Ptisjipasset
Ptisjipasset (georgiska: პტიშის უღელტეხილი, Ptisjis ugheltechili; ryska: Перевал Птыш, Pereval Ptysj), eller bara Ptisji (პტიში), är ett bergspass i den autonoma republiken Abchazien i Georgien, nära gränsen till den ryska delrepubliken Karatjajen-Tjerkessien. Ptisjipasset ligger 2 995 meter över havet.